# ترقه

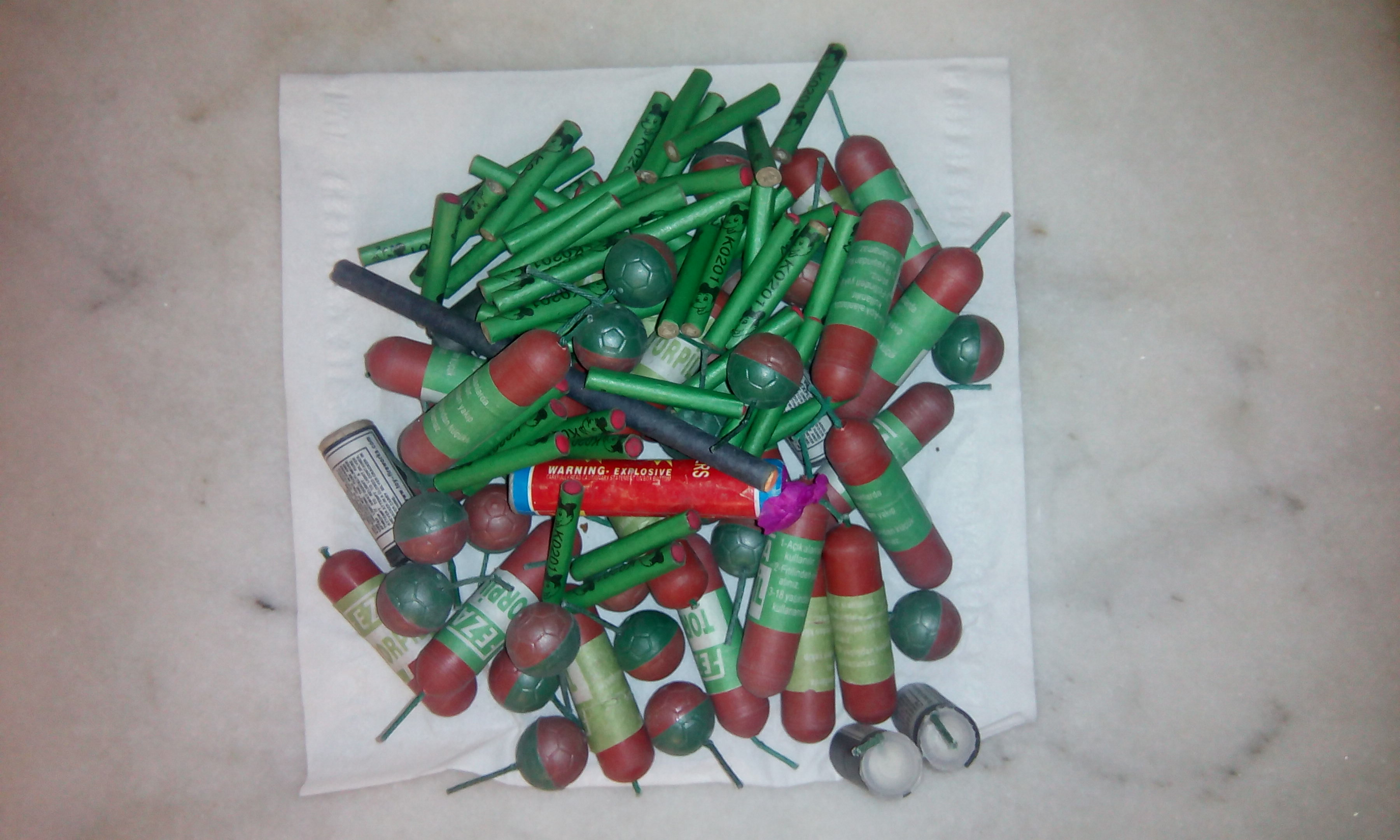
ترقه‌های رایج در بازار ایران

ترقه (به انگلیسی: firecracker) یک ماده منفجره کوچک است که در درجه اول با هدف تولید صدایی بلند و مهیب، به ویژه به شکل انفجاری شدید، به کار برده میشود. از ترقه معمولا در جشن‌ها یا بعضی از مناسبت های خاص یا به منظور سرگرمی استفاده میگردد، هرگونه نورافشانی و جلوه های بصری در ترقه نیز با همین هدف در آن گنجانده میشود.ترقه‌ها فیوز دارند و در یک محفظه کاغذی سنگین پیچیده شده‌اند تا مواد منفجره را در خود جای دهند. منشا ترقه همچون مواد آتش بازی به چین باستان برمیگردد.  

## پیشینه
چینی ها از همان سدهٔ نخستین پیش از میلاد شوره و کربن را می‌شناختند. اختلاط این دو جسم به نسبت‌های معین در سدهٔ سوم میلادی رایج بود. در آغاز سدهٔ هفتم موفق به تهیهٔ ترقهٔ آتش‌بازی شدند. با آغاز سدهٔ دهم از یک مخلوط محترقه که از گوگرد، شوره «پتاسیم نیترات»، زغال و قیر ترکیب شده بود در صنایع جنگی استفاده می‌کردند.

## اجزا
ترقه‌ها که با صدای مهیب و ترس‌آور خود، بیشتر توجه جوان‌ترها را جلب می‌کنند، انواع و اقسام مختلفی دارند. اما اساس و پایهٔ ساخت تمام آن‌ها یکسان است؛ آن‌ها در واقع از محفظه‌ای نسبتاً مستحکم تشکیل شده‌اند که معمولاً از چندین لایهٔ کاغذ و مقوای به هم چسبانده شده یا به ندرت از پلاستیک ساخته و با مقدار اندکی مادهٔ منفجره همچون باروت پر می‌شوند.
برای آغاز عمل احتراق، یک رشته فتیله به کار گرفته می‌شود یا همانند جعبهٔ کبریت، بخش فوقانی آن، با عمل اصطکاک آتش زده می‌شود.
ترقه برخلاف تصور همگانی، مانند یک بمب منفجر نمی‌شود، بلکه محفظهٔ نامبرده از هم می‌پاشد، زیرا فشار درونی آن بر اثر احتراق پودر سوزان به سرعت افزایش می‌یابد.
صدای شدید ترقه بر اثر خروج گازهای محترقی تولید می‌شود که با سرعت ماورای صوت خود از محفظهٔ ترقه به خارج راه می‌یابند.

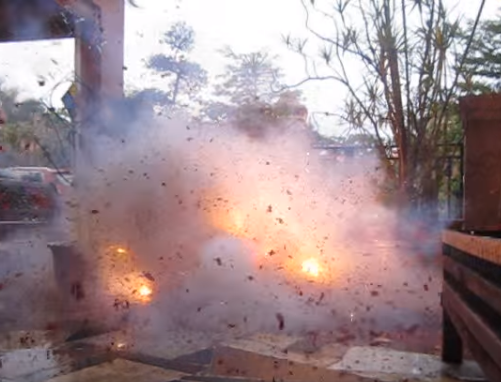
انفجار ترقه چینی

## کاربری
معمولاً از ترقه در جشن‌ها و مراسمی چون چهارشنبه سوری در ایران، دیوالی در هند، تیهار در نپال، عید فطر در مالزی، روز عاشورا در مراکش، سال نوی چینی و تقریباً در هر جشنواره فرهنگی سری‌لانکا استفاده می‌کنند. در کریسمس، شب آتش بازیو... از فشفشه استفاده میشود

## ممنوعیت
استفاده از ترقه، هر چند در طی سال‌ها بخشی جدایی ناپذیر از جشن‌های سنتی محسوب شده، اما منجر به صدماتی همچون از دست دادن بخش‌هایی از بدن، نابینا شدن، و زخم‌های همراه درد و رنج و مرگ شده است، از این رو برخی از دولت‌ها و مقامات به دلیل مسائل ایمنی، قوانینی در ممنوعیت و محدودیت فروش یا استفاده از ترقه تصویب کرده‌اند.